# 第51師団 (日本軍)
第51師団（だいごじゅういちしだん）は、大日本帝国陸軍の師団の一つ。茨城・栃木・群馬の三県を徴兵区とする常設師団として、1940年（昭和15年）7月10日に留守第14師団を基幹に栃木県宇都宮市で編成された。

## 沿革
1940年（昭和15年）8月から常設師団のうちの8個師団が満州に永久駐屯することになり、代替の常設師団として同年7月10日に第51師団・ 第52師団・第54師団・第55師団・第56師団・第57師団の計6個師団がそれぞれ留守師団を基幹に編成された。第51師団の管轄区域は宇都宮師管と称した。
師団は編成後当初は東部軍に所属し宇都宮に在ったが、1941年（昭和16年）7月に関東軍特種演習参加のため満州へ派遣された。宇都宮師管の管区業務は留守第51師団が引き継いだ。
同年9月には華南に進出し第23軍に編入され、歩兵第66連隊基幹の荒木支隊が12月の香港の戦いに参戦する。その後も第23軍隷下広東に駐屯していたが、1942年（昭和17年）10月20日に南東方面の第17軍の戦闘序列に編入となった。11月16日には新設の第18軍に移り、ニューギニア戦線に転用され、ラバウルに進出した。
1943年（昭和18年）1月2日、ポートモレスビー作戦で東部ニューギニアのブナにいた第8方面軍傘下の部隊が玉砕し、師団は連合国軍の次の目標地であろうラエを守るべく2月28日にラバウルを出航した（八十一号作戦）。しかし、3月2日・3日にダンピール海峡で連合軍の空襲を受け、輸送船8隻すべてと駆逐艦4隻が撃沈されダンピールの悲劇といわれる多大な犠牲を出した。
敵機の攻撃により甚大な損害を出した旨の情報は、3月3日のうちに昭和天皇に奏上。翌3月4日、昭和天皇は、拝謁に来た参謀総長杉山元に対して、第51師団の輸送失敗について教訓にすべしとの話をした。

その後小規模に分かれた舟艇や駆逐艦による輸送により上陸した1個連隊ほどの兵員もラエ・サラモアの戦いに敗れ、サラワケット越えを敢行しての撤退は悲惨を極め、さらに連合国軍の飛び石作戦に翻弄され飢餓との戦いを続けることになる。八十一号作戦の出撃時点で約16,000人いた人員が、1945年（昭和20年）のアイタペの戦い後には2,754名となるなど激しく戦力を消耗しつつも総員玉砕は免れ、終戦まで存続して体面上は任務完遂を果たした。

## 師団概要

### 歴代師団長
- 上野勘一郎 中将：1940年（昭和15年）9月1日 - 1941年（昭和16年）7月1日
- 李王垠 中将：1941年（昭和16年）7月1日 - 1941年（昭和16年）11月16日
- 中野英光 中将：1941年（昭和16年）11月16日 - 終戦

### 参謀長
- 渡辺勝 大佐：1940年（昭和15年）9月1日[5] - 1941年7月15日
- 大橋熊雄 大佐：1941年（昭和16年）7月15日 - 1942年4月17日[6]
- 本郷忠夫 大佐：1942年（昭和17年）4月17日 - 1943年7月3日戦死[7]
- 青津喜久太郎 大佐：1943年（昭和18年）7月5日 - 1944年9月9日[8]
- 荒木勝利 大佐：1944年（昭和19年）9月9日 - 終戦[9]

### 最終所属部隊
- 第51歩兵団：川久保鎮馬中将
  - 歩兵第66連隊（宇都宮）：遠藤房俊大佐
  - 歩兵第102連隊（水戸）：堀慶二郎大佐
  - 歩兵第115連隊（高崎）：松井隆美大佐
- 捜索第51連隊
- 野砲兵第14連隊：渡辺左之大佐
- 工兵第51連隊：安東英夫中佐
- 輜重兵第51連隊：江崎義雄大佐
- 第51師団通信隊：小泉茂大尉
- 第51師団兵器勤務隊：喜多川儀平中尉
- 第51師団衛生隊：小桜八太郎少佐
- 第51師団第1野戦病院：谷口慶亮軍医少佐
- 第51師団第2野戦病院：本間博軍医少佐
- 第51師団第3野戦病院：佐伯正之進軍医少佐